# Vysokýita
La vysokýita és un mineral de la classe dels arsenats. Rep el nom en honor d'Arnošt Vysoký (1823-1872), químic, metal·lúrgic i excap de les foneries de Jáchymov.

## Característiques
La vysokýita és un arsenat de fórmula química U4+[AsO₂(OH)₂]₄·4H₂O. Va ser aprovada com a espècie vàlida per l'Associació Mineralògica Internacional l'any 2012, i la primera publicació data del 2013. Cristal·litza en el sistema triclínic. La seva duresa a l'escala de Mohs és 2. Un dels minerals oxisals molt rars que contenen urani tetravalent. És el gegon mineral arsenat purament U4+ després de l'štépita.

## Formació i jaciments
Va ser descoberta al filó Geschieber de la mina Svornost, a la localitat de Jáchymov, dins la regió de Karlovy Vary (República Txeca). Es tracta de l'únic indret on ha estat descrita aquesta espècie mineral.